# ジャームナガル
ジャームナガル（グジャラート語：જામનગર、Jamnagar）は、インドのグジャラート州の都市であり、自治都市（Municipal corporation）である。

## 地理
カッチ湾南部に面している。

## 歴史
1540年、ジャーム・ラーワルジーによって建設された。都市の名は「ジャームの町」を意味する。
1920年代、マハーラージャ・K・S・ランジート・シングジーによって、新市街が建設された。

## 交通
- 空港：ジャームナガル空港

## 教育
インドで唯一の伝統医学（アーユルヴェーダ）の大学がある。 
- アーユルヴェーダ医科大学（英語版）（Gujarat Ayurved University）